# Krążowniki lekkie typu Sendai
Krążowniki lekki typu Sendai – seria japońskich krążowników lekkich okresu międzywojennego i II wojny światowej, składająca się z trzech okrętów: „Sendai”, „Jintsū” i „Naka”.

## Okręty
- „Sendai”
- „Jintsū”
- „Naka”